# Stazione di Gonzaga-Reggiolo
La stazione di Gonzaga-Reggiolo è una stazione ferroviaria posta sulla linea Verona-Modena. Serve i centri abitati di Gonzaga, in provincia di Mantova, e Reggiolo, in provincia di Reggio Emilia.

## Movimento
La stazione è servita dai treni regionali in servizio sulla relazione Mantova-Modena, cadenzati a frequenza oraria ed eserciti da Trenitalia Tper nell'ambito del contratto di servizio stipulato con la regione Emilia-Romagna.
Al 2007, l'impianto risultava frequentato da un traffico giornaliero medio di circa 200 persone.
A novembre 2019, la stazione risultava frequentata da un traffico giornaliero medio di circa 146 persone (84 saliti + 62 discesi).

## Servizi
La stazione è classificata da RFI nella categoria bronze.